# Oslany
Oslany este o comună slovacă, aflată în districtul Prievidza din regiunea Trenčín, pe malul râului Osliansky potok⁠(d). Localitatea se află la altitudinea de 274 m deasupra n.m., se întinde pe o suprafață de 25,15 km2 și în 2017 număra 2.363 de locuitori. Se învecinează cu comuna Čereňany.

## Istoric
Localitatea Oslany este atestată documentar din 1254.

## Demografie
| An:                | 1994 | 2004   | 2014   | 2024   |
| ------------------ | ---- | ------ | ------ | ------ |
| Număr de persoane: | 2130 | 2224   | 2403   | 2399   |
| Diferență:         |      | +4,41% | +8,04% | −0,16% |

| An:                | 2023 | 2024   |
| ------------------ | ---- | ------ |
| Număr de persoane: | 2390 | 2399   |
| Diferență:         |      | +0,37% |